# 那須良輔
那須 良輔（なす りょうすけ、1913年4月15日 - 1989年2月22日）は、日本の漫画家。昭和初期に児童漫画家としてデビューしたのち、戦後に似顔絵を用いた風刺漫画の連載を長期にわたって続けた。

## 略歴
熊本県球磨郡湯前村（のちの湯前町）の農家に長男として生まれる。絵を描くのを好み、コンクールで何度も受賞するうち、洋画家になることを志す。1932年（昭和7年）、「親戚中の反対をおしきって」上京し、太平洋美術学校に入学。中村不折、石川寅治らに師事。学費や生活費を稼ぐため、染め物の下絵職人として働くかたわら、新聞・雑誌の投稿欄に漫画を投稿したり、『日本少年』『少年倶楽部』『キング』などの漫画雑誌に原稿を持ち込んだりする生活を続けた。
1933年（昭和8年）、『日本少年』（実業之日本社）で原稿が採用され、デビュー。また、『キング』『大衆クラブ』『モダン日本』などにおいて、いわゆる大人漫画の寄稿も開始した。
1938年（昭和13年）に実業之日本社の従軍記者として中国に渡る。また同年、第106師団に所属した。その後本隊から漢口の司令部報道班に転属し、相手兵士や現地住民に向けた伝単およびポスターの制作に従事した。1940年（昭和15年）に召集解除を受けて帰還。同年、近藤日出造主宰の『漫画』に自身初の政治漫画を寄稿したほか、伝単制作の経験を買われ、大本営陸軍部の嘱託職員となった。翌年再度召集を受け、ハイラルを経て、新京の関東軍司令部報道班に配属され、1943年（昭和18年）に復員した。新京のころの上官に文藝春秋の夏目伸六がいた。この時の召集が子供が生まれる直前だったことや、「政府高官の子弟は徴兵のがれができた」と知ったことで、「政府は俺をあくまで殺すつもりなのか」と怒り、「政界の様子をグタイテキに国民大衆に知らせ、風刺しなければならない」と決意する。
『漫画』誌の寄稿を通じ、近藤をはじめ、横山隆一、横井福次郎、和田義三ら「新漫画派集団」系の漫画家と知己を得、戦争末期は彼らと共同生活を送っていた。しかし東京大空襲で宿舎が焼失し、那須は郷里に疎開した。終戦後、上京して冨田英三宅へ身を寄せ、新漫画派の後身の「漫画集団」の立ち上げに参加するも、食糧事情などから東京で生活地盤を築くことがかなわず再度帰郷し、1946年（昭和21年）、熊本日日新聞に児童向け4コマ漫画『Pちゃん』を連載開始し、郷里で漫画家としての活動を再開する。熊日新聞の東京支局員として再上京を果たしたのは1948年（昭和23年）になってからだった。
1949年（昭和24年）に北海道新聞の政治漫画を担当したのち、同年より毎日新聞の政治漫画の連載を開始する。

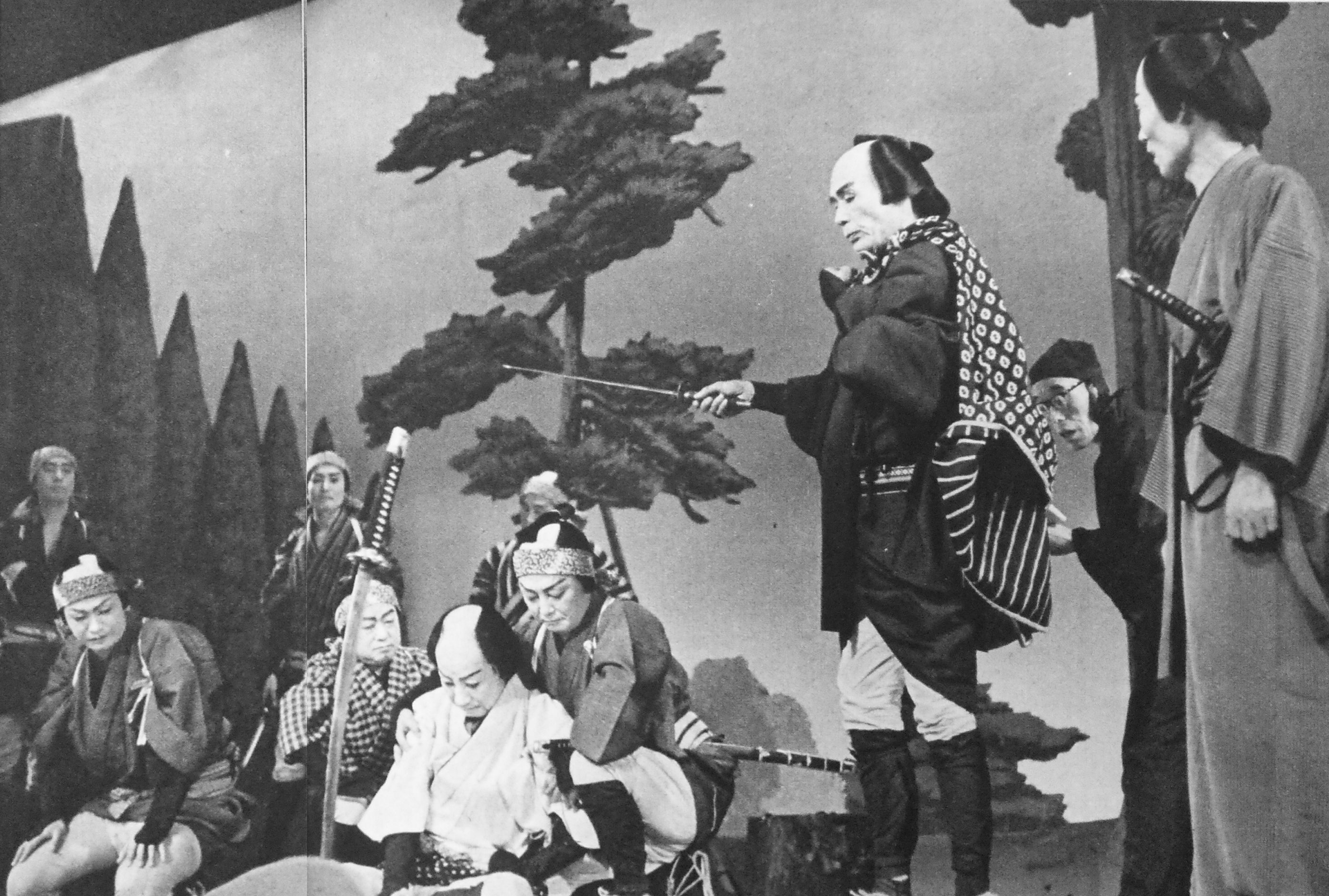
文春歌舞伎「荒神山」。右から、近藤日出造、中山義秀、杉浦幸雄、那須良輔、村上元三、横山隆一、金親堅太郎、石原慎太郎、小川哲男。

1989年（平成元年）、神奈川県鎌倉市の自宅で死去。戒名は「自然院清諷良輔居士」。死後の1992年（平成4年）、故郷の湯前町に那須の作品数万点を所蔵した「湯前町立湯前まんが美術館（那須良輔記念館）」が開館し、1994年（平成6年）より、彼を顕彰した「那須良輔風刺漫画大賞」が設けられている。

### 受賞・受章歴
- 1987年 第16回日本漫画家協会賞 選考委員特別賞（漫画家生活50年の業績に対して）[1][3]
- 1988年 勲四等瑞宝章[2]

## 人物
漫画家仲間での愛称は「すけどん」。
趣味の釣りは「名人級」と称えられるほどの腕前だったことで知られ、釣り場の自然を題材にした随筆や教則本の著書がある。また、釣りの他に、料理を得意とした。
鎌倉市には、戦後、横山隆一や秋好馨など、同業者が多く住んでいた事情のほか、子供の安全を考えて移住した。小林秀雄の旧宅を、菅原通済の勧めで買い入れた。那須は、鎌倉で多くの文化人と交流を持った。そのうち、鎌倉に自身の山荘を持っていた作家・里見弴とは趣味の釣りを通じて親しく、那須は『里見弴全集』の月報に「那珂の庄雑記」を連載した。

## 連載漫画
- 児童漫画
  - のんきな殿様（1934年 - 1938年）[4]
  - わが輩は「のみ」である（「阿蘇人吉」名義、1935年 - 1938年）[4]
- 政治漫画・風刺漫画
  - 毎日新聞（1949年[2] - 1989年）

## 著書
- カーボーイくるちゃん 子供マンガ新聞社 1949
- むだばなし 弥生書房 1958
- 吉田から岸へ 政治漫画十年 毎日新聞社 1959
- 釣り道楽 文藝春秋新社（ポケット文春） 1964
- 魚眼レンズ 雪華社 1967
- 似顔絵教室 特徴の把え方と表現法 鶴書房 1968
- 絵本歳時記 毎日新聞社 1971
- 鎌倉を描く 古都鎌倉のスケッチコース案内 美術出版社 1978
- 釣り春秋 大陸書房 1978 
  - のち旺文社文庫 1982
- 自然対談 新潮社 1978
- 私の絵暦 鎌倉書房 1979
- 鎌倉・谷の細道、尾根の小径 山と渓谷社 1979
- 筆かげん味かげん 海の幸 かまくら春秋社 1979
- わが酒中交遊記 講談社 1979
- 鎌倉の四季 六興出版 1983
- 魚と遊ぶ 釣りと料理 旺文社文庫 1983
- 漫画家生活50年 平凡社 1985
- 墨絵カット歳時記 知道出版 1986
- 釣りキチ讃歌 つり人社（つり人ノベルズ） 1995